# Impianto cocleare totalmente impiantabile
L'impianto cocleare totalmente impiantabile (ICTI) è un nuovo tipo di impianto cocleare attualmente in fase di sviluppo. A differenza di un impianto cocleare convenzionale, che ha sia un componente interno (l'impianto) che un componente esterno (il processore audio), tutti i componenti dell’ICTI, compresi il microfono e la batteria, sono impiantati sotto la pelle. Ciò rende l’ICTI completamente invisibile dall'esterno.
L’ICTI è attualmente nella fase di sviluppo dello studio di fattibilità clinica. Il primo paziente in Europa è stato impiantato con un ICTI nel settembre 2020 nell'ambito di una sperimentazione clinica.

## Parti
L'ICTI contiene gli stessi componenti interni di un impianto cocleare convenzionale, tra cui il magnete, la bobina dell’antenna, l’elettronica e l’array di elettrodi. Tuttavia, include anche caratteristiche tipiche di un processore audio, come una batteria ricaricabile impiantata e un microfono. I componenti dell'ICTI possono essere integrati in un’unica struttura (design monobody) o collegati tramite connettori, consentendo la sostituzione dei singoli moduli in caso di guasto.
Alcuni dispositivi esterni saranno comunque necessari. La batteria interna viene caricata transcutaneamente tramite un caricatore esterno, ad esempio durante la notte mentre l’utente dorme. Inoltre, potrebbe essere richiesto un telecomando o un’app per accendere e spegnere l’impianto, regolare la sensibilità del microfono e controllare lo stato della batteria, tra altre funzioni.

## Vantaggi
Un impianto cocleare totalmente impiantabile - e quindi "invisibile" - è visto come un vantaggio per gli utenti, in particolare quelli che si sentono a disagio di indossare apparecchi acustici visibili.
Inoltre, poiché l’ICTI non ha componenti esterni, è meno suscettibile a piccole rotture da urti e cadute. La mancanza di parti esterne significa anche che non possono essere mal riposti, un problema comune con gli utenti pediatrici.
Un ICTI può funzionare durante la doccia, il nuoto e durante molti tipi di attività fisica vigorosa. Ciò consente all'utente di sentire durante lo svolgimento di queste attività.